# Gare d'Uchihara
La gare d'Uchihara (内原駅, Uchihara-eki) est une gare ferroviaire japonaise située dans la ville de Mito dans la préfecture d'Ibaraki. Elle est gérée par la East Japan Railway Company (JR East). C'est aussi un dépôt de la Japan Freight Railway Company (JR Freight).

## Situation ferroviaire
La gare d'Uchihara est située au point kilométrique (PK) 103,5 de la ligne Jōban.

## Histoire
La gare a été inaugurée le 16 janvier 1889.

## Service des voyageurs

### Accueil
La gare dispose d'un bâtiment voyageurs, avec guichet, ouvert tous les jours.

### Desserte
- Ligne Jōban :
  - voies 1 et 2 : direction Mito et Iwaki
  - voies 2 et 3 : direction Tomobe (interconnexion avec la ligne Mito pour Oyama), Toride et Ueno (interconnexion avec la ligne Ueno-Tokyo pour Tokyo et Shinagawa)